# Constellations (Peru)
Constellations is het tweede studioalbum van de band Peru. Het album is voor het eerst uitgebracht op lp in 1981. Daarna is het nog een keer op lp uitgebracht, maar dan met een ruimteschip in de ruimte. Ook dat album werd in 1981 uitgebracht onder het label CNR Records. In 1989 is het album verschenen op cd, maar de cd heeft een andere trackindeling en bevat nieuwe tracks. Het cd-album is uitgebracht onder het label Red Bullet. Het album is gecomponeerd en geproduceerd door Peter Kommers en Ruud van Es. Tevens is dit ook het laatste album met een afbeelding van de ruimte, want de bandleden waren nog in de sfeer van de vorige band Nova.

## Tracklist

### lp
1. Utopie - 12:58
2. Constellations - 5:26
3. Bermuda - 3:25
4. Out Of Time - 9:16
5. Déjà Vu - 7:30

### cd
1. Out Of Time - 9:16
2. Utopie - 12:56
3. Déjà Vu - 7:30
4. Constellations - 5:26
5. Spring - 3:42
6. The Beach - 3:15
7. Tommy - 4:14